# Baray
 Baray là một huyện thuộc tỉnh Kampong Thom, ở miền trung Campuchia. Theo thống kê năm 1998, dân số toàn huyện là 159.586 người.